# Ouratea perrieri
Ouratea perrieri là một loài thực vật có hoa trong họ Ochnaceae. Loài này được F. Gérard mô tả khoa học đầu tiên năm 1916.